# KV Oostende
El Koninklijke Voetbalclub Oostende (en español, «Real Club de Fútbol Ostende»), conocido simplemente como K. V. Oostende, fue un club de fútbol belga de la ciudad de Ostende en la provincia de Flandes Occidental. Fue fundado en 1981 y jugó en la Segunda División de Bélgica hasta su desaparición el 14 de mayo de 2024 por problemas financieros.

## Historia
Fue fundado en el año 1904 como VG Oostende y recibió el n.º de matrícula 31. En 1911 se crea otro club en la ciudad, AS Oostende, que pronto se convertirá en el mejor club de la ciudad al jugar de manera habitual en la Segunda División en los años 30. A mediados de los años 70 AS Oostende incluso alcanzó la Primera División, mientras que el VG Oostende estaba en Segunda. Los dos clubes se fusionan en 1981 para crear el KV Oostende. El nuevo club estuvo disputando la Tercera División durante 11 años antes de ascender a Segunda en la temporada 1991-92. En su primera campaña en Segunda Oostende consiguió el ascenso a Primera, quedando en su primera temporada en la élite en la séptima posición.
Desde 1995 a 2013, Oostende ha permanecido en Segunda division, excepto en 1998–99 y 2004–05, cuando volvió a Primera, y en 2001–02 y 2002–03, cuando bajó a Tercera División.
En 1982, un año después de la fusión, VG Oostende fue refundado en la división más modesta del fútbol belga. El club utilizó al principio el estadio Armenonville, que era el antiguo campo del VG. En 2001 se declara inseguro, por lo tanto tendrá que compartir el Albertparkstadion con el KV Oostende hasta el año 2010. El nuevo VG Oostende también desaparecerá en 2013 tras sufrir dificultades económicas.
En la primavera de 2016, se reforma la tribuna general del Albertparkstadion y pasa a llamarse Versluys Arena con capacidad para 8,432 espectadores.
Al terminar en cuarta posición en la temporada 2016-17, Oostende entra a disputar la tercera ronda clasificatoria de la Europa League en la 2017-18. Queda emparejado con el Olympique de Marsella, Oostende pierde en la ida por 4-2 en Francia y sólo puede quedar 0-0 en la vuelta. Olympique de Marsella alcanzaría la final de la competición, perdiendo contra el Atlético de Madrid.
En febrero de 2020 se anuncia que un grupo inversor ha adquirido el KV Oostende, siendo éstos Pacific Media Group, Chien Lee, Partners Path Capital y Krishen Sud.
Al final de la temporada 2022/23 desciende a Segunda División. 
El 21 de diciembre de 2023, al club le son restados 3 puntos. Otros 6 puntos siguieron el 22 de diciembre. Esto puso al club como colista con 7 puntos en la Challenger Pro League. Todo ello porque el club ha incumplido varias veces los plazos de devolución. El club tenía en ese momento una deuda de 8 millones de euros.
El 16 de mayo de 2024 llegó la noticia de que el club se declararía en quiebra el 3 de junio de 2024. Esto se debía a la falta de obtención de una licencia profesional, una montaña excesiva de deudas imposible de saldar en la 2ª categoría amateur y una adquisición fallida. El 4 de junio, el tribunal mercantil de Brujas declaró en quiebra a NV KV Oostende. El 13 de junio se anunció que el club recién ascendido a División3 (quinto nivel) KSV Diksmuide quiere colaborar con la ciudad de Ostende para fundar un nuevo equipo bajo el nombre Koninklijke Voetbalclub Diksmuide-Oostende. Los jóvenes de Diksmuide y Oostende jugarían en sus campos de entrenamiento actuales. El primer equipo jugaría sus partidos en el estadio Diaz Arena de Ostende.

## Palmarés
- Copa de Bélgica: Finalistas 2017

- Segunda División (2): 1998, 2013
- Segunda División Ronda Final (2): 1993, 2004

## Temporada a temporada
| Temporada                       | Nivel | Nivel | Nivel | Nivel | Denominación                           | Puntuación                             | Observaciones |  |
|                                 | I     | II    | P.I   |       |                                        |                                        | |  |
| ------------------------------- | ----- | ----- | ----- | ----- | -------------------------------------- | -------------------------------------- | --- |  |
| como VG Oostende                |       |       |       |       |                                        |                                        | |  |
| 1918/19                         |       |       |       |       |                                        |                                        | guerra |  |
| 1919/20                         |       |       | 1     |       | Segunda Prov. Flandes Occ.             |                                        | jugó fase de ascenso, pero no hubo ascensos debido a cambios de serie                                                                                               |  |
| 1920/21                         |       |       | 1     |       | Segunda Prov. Flandes Occ.             |                                        | sexto en la ronda final |  |
| 1921/22                         |       |       | 2     |       | Segunda Prov. Flandes Occ.             |                                        | |  |
| 1922/23                         |       |       | 2     |       | Segunda Prov. Flandes Occ.             |                                        | |  |
| 1923/24                         |       |       | 3     |       | Segunda Prov. Flandes Occ.             |                                        | |  |
| 1924/25                         |       |       |       |       | Segunda Prov. Flandes Occ.             |                                        | |  |
| 1925/26                         |       | 13    |       |       | Segunda B                              | 13                                     | |  |
|                                 | I     | II    | III   | P.I   | desde 1926/27 hay 3 niveles nacionales | desde 1926/27 hay 3 niveles nacionales | desde 1926/27 hay 3 niveles nacionales |  |
| 1926/27                         |       |       | 10    |       | Tercera A                              | 21                                     | |  |
| 1927/28                         |       |       | 12    |       | Tercera A                              | 14                                     | |  |
| 1928/29                         |       |       |       |       | Segunda Prov. Flandes Occ.             |                                        | |  |
| 1929/30                         |       |       |       | 1     | Segunda Prov. Flandes Occ.             |                                        | |  |
| 1930/31                         |       |       | 13    |       | Tercera A                              | 14                                     | no descendió gracias a la creación de una serie extra de ascenso, con un aumento en el número de clubes                                                             |  |
| 1931/32                         |       |       | 3     |       | Tercera A                              | 30                                     | |  |
| 1932/33                         |       |       | 6     |       | Tercera A                              | 26                                     | |  |
| 1933/34                         |       |       | 5     |       | Tercera A                              | 28                                     | |  |
| 1934/35                         |       |       | 1     |       | Tercera A                              | 37                                     | |  |
| 1935/36                         |       | 9     |       |       | Segunda B                              | 23                                     | |  |
| 1936/37                         |       | 8     |       |       | Segunda B                              | 26                                     | |  |
| 1937/38                         |       | 14    |       |       | Segunda B                              | 16                                     | |  |
| 1938/39                         |       |       | 10    |       | Tercera C                              | 22                                     | |  |
| 1939/40                         |       |       |       |       |                                        |                                        | sin competición oficial, solo competiciones provinciales |  |
| 1940/41                         |       |       |       |       |                                        |                                        | sin competición oficial, solo competiciones provinciales |  |
| 1941/42                         |       |       | 10    |       | Tercera A                              | 7                                      | |  |
| 1942/43                         |       |       | 5     |       | Tercera D                              | 33                                     | |  |
| 1943/44                         |       |       | 14    |       | Tercera A                              | 13                                     | campeonato se suspendió a pocas jornadas del final |  |
| 1944/45                         |       |       |       |       |                                        |                                        | guerra |  |
| 1945/46                         |       |       | 17    |       | Tercera A                              | 20                                     | |  |
| 1946/47                         |       |       | 16    |       | Tercera D                              | 17                                     | |  |
| 1947/48                         |       |       |       | 4     | Primera Prov. Flandes Occ.             |                                        | |  |
| 1948/49                         |       |       |       | 3     | Primera Prov. Flandes Occ.             |                                        | |  |
| 1949/50                         |       |       |       | 3     | Primera Prov. Flandes Occ.             |                                        | |  |
| 1950/51                         |       |       |       | 1     | Primera Prov. Flandes Occ.             |                                        | |  |
| 1951/52                         |       |       | 4     |       | Tercera B                              | 40                                     | |  |
|                                 | I     | II    | III   | IV    | desde 1952/53 hay 4 niveles nacionales | desde 1952/53 hay 4 niveles nacionales | desde 1952/53 hay 4 niveles nacionales |  |
| 1952/53                         |       |       | 11    |       | Tercera B                              | 27                                     | |  |
| 1953/54                         |       |       | 8     |       | Tercera A                              | 29                                     | |  |
| 1954/55                         |       |       | 15    |       | Tercera B                              | 17                                     | |  |
| 1955/56                         |       |       |       | 3     | Cuarta A                               | 41                                     | |  |
| 1956/57                         |       |       |       | 5     | Cuarta D                               | 34                                     | |  |
| 1957/58                         |       |       |       | 7     | Cuarta A                               | 31                                     | |  |
| 1958/59                         |       |       |       | 6     | Cuarta B                               | 33                                     | |  |
| 1959/60                         |       |       |       | 2     | Cuarta C                               | 44                                     | |  |
| 1960/61                         |       |       |       | 6     | Cuarta D                               | 22                                     | |  |
| 1961/62                         |       |       |       | 3     | Cuarta A                               | 36                                     | |  |
| 1962/63                         |       |       |       | 4     | Cuarta D                               | 34                                     | |  |
| 1963/64                         |       |       |       | 1     | Cuarta A                               | 44                                     | |  |
| 1964/65                         |       |       | 13    |       | Tercera A                              | 28                                     | |  |
| 1965/66                         |       |       | 11    |       | Tercera B                              | 26                                     | |  |
| 1966/67                         |       |       | 11    |       | Tercera A                              | 25                                     | |  |
| 1967/68                         |       |       | 10    |       | Tercera B                              | 27                                     | |  |
| 1968/69                         |       |       | 9     |       | Tercera B                              | 31                                     | |  |
| 1969/70                         |       |       | 9     |       | Tercera A                              | 29                                     | |  |
| 1970/71                         |       |       | 14    |       | Tercera B                              | 25                                     | |  |
| 1971/72                         |       |       | 4     |       | Tercera A                              | 34                                     | |  |
| 1972/73                         |       |       | 6     |       | Tercera B                              | 32                                     | |  |
| 1973/74                         |       |       | 1     |       | Tercera B                              | 50                                     | |  |
| 1974/75                         |       | 5     |       |       | Segunda                                | 36                                     | último en la ronda final (4 puntos) |  |
| 1975/76                         |       | 7     |       |       | Segunda                                | 32                                     | |  |
| 1976/77                         |       | 13    |       |       | Segunda                                | 26                                     | |  |
| 1977/78                         |       | 16    |       |       | Segunda                                | 11                                     | |  |
| 1978/79                         |       |       | 5     |       | Tercera A                              | 35                                     | |  |
| 1979/80                         |       |       | 14    |       | Tercera A                              | 22                                     | |  |
| 1980/81                         |       |       | 7     |       | Tercera A                              | 30                                     | |  |
| como club de fusión KV Oostende |       |       |       |       |                                        |                                        | |  |
| 1981/82                         |       |       | 12    |       | Tercera A                              | 24                                     | |  |
| 1982/83                         |       |       | 2     |       | Tercera A                              | 39                                     | |  |
| 1983/84                         |       |       | 3     |       | Tercera A                              | 35                                     | |  |
| 1984/85                         |       |       | 2     |       | Tercera A                              | 39                                     | Tantos puntos como el ganador de grupo RAEC Mons, pero ganó un partido menos                                                                                        |  |
| 1985/86                         |       |       | 3     |       | Tercera A                              | 42                                     | |  |
| 1986/87                         |       |       | 10    |       | Tercera A                              | 29                                     | |  |
| 1987/88                         |       |       | 3     |       | Tercera A                              | 38                                     | |  |
| 1988/89                         |       |       | 3     |       | Tercera A                              | 33                                     | |  |
| 1989/90                         |       |       | 2     |       | Tercera A                              | 45                                     | |  |
| 1990/91                         |       |       | 3     |       | Tercera A                              | 40                                     | |  |
| 1991/92                         |       |       | 1     |       | Tercera A                              | 45                                     | |  |
| 1992/93                         |       | 3     |       |       | Segunda                                | 37                                     | ganador de la ronda final (11 puntos) |  |
| 1993/94                         | 7     |       |       |       | Primera                                | 36                                     | |  |
| 1994/95                         | 17    |       |       |       | Primera                                | 19                                     | |  |
| 1995/96                         |       | 5     |       |       | Segunda                                | 58                                     | tercero de la ronda final (7 puntos) |  |
| 1996/97                         |       | 9     |       |       | Segunda                                | 44                                     | |  |
| 1997/98                         |       | 1     |       |       | Segunda                                | 75                                     | |  |
| 1998/99                         | 18    |       |       |       | Primera                                | 22                                     | |  |
| 1999/00                         |       | 2     |       |       | Segunda                                | 61                                     | tercer puesto en la ronda final (6 puntos) |  |
| 2000/01                         |       | 18    |       |       | Segunda                                | 23                                     | |  |
| 2001/02                         |       |       | 3     |       | Tercera A                              | 54                                     | victoria en la ronda final contra KV Turnhout y Patro Eisden, pero derrota en la final contra KFC Vigor Wuitens Hamme (1-4)                                         |  |
| 2002/03                         |       |       | 2     |       | Tercera A                              | 53                                     | el ganador de grupo, Berchem Sport, no recibió la licencia para la próxima temporada y Ostende ascendió, a pesar de una derrota en la última ronda contra OH Leuven |  |
| 2003/04                         |       | 2     |       |       | Segunda                                | 65                                     | ganador de la ronda final (9 puntos) |  |
| 2004/05                         | 17    |       |       |       | Primera                                | 27                                     | |  |
| 2005/06                         |       | 10    |       |       | Segunda                                | 41                                     | |  |
| 2006/07                         |       | 12    |       |       | Segunda                                | 39                                     | |  |
| 2007/08                         |       | 16    |       |       | Segunda                                | 42                                     | |  |
| 2008/09                         |       | 7     |       |       | Segunda                                | 53                                     | |  |
| 2009/10                         |       | 7     |       |       | Segunda                                | 51                                     | |  |
| 2010/11                         |       | 9     |       |       | Segunda                                | 45                                     | |  |
| 2011/12                         |       | 4     |       |       | Segunda                                | 66                                     | último en la ronda final (2 puntos) |  |
| 2012/13                         |       | 1     |       |       | Segunda                                | 77                                     | |  |
| 2013/14                         | 9     |       |       |       | Primera                                | 34                                     | ganador Play-off II (14 puntos en Play-Off II A) |  |
| 2014/15                         | 10    |       |       |       | Primera                                | 38                                     | tercer puesto en el Play-off II B (6 puntos) |  |
| 2015/16                         | 5     |       |       |       | Primera                                | 36                                     | cuarto puesto en la temporada regular (49 puntos) |  |
|                                 | 1A    | 1B    | 1Am   | 2Am   |                                        |                                        | desde 2016-17 hay 3 niveles nacionales y 2 regionales |  |
| 2016/17                         | 4     |       |       |       | Primera                                | 37                                     | quinto puesto en la temporada regular (50 puntos) |  |
| 2017/18                         | 11    |       |       |       | Primera                                | 36                                     | cuarto puesto en el Play-off II B (catorce puntos) |  |
| 2018/19                         | 14    |       |       |       | Primera                                | 27                                     | cuarto puesto en el Play-Off II A (doce puntos) |  |
| 2019/20                         | 15    |       |       |       | Primera                                | 22                                     | La competición terminó después de 29 jornadas debido a la crisis del coronavirus. Luego quedó en el puesto 15 con 22 puntos                                         |  |
| 2020/21                         | 5     |       |       |       | Primera                                | 53                                     | Tercer puesto en los play-offs del JPL Europa (siete puntos) |  |
| 2021/22                         | 12    |       |       |       | Primera                                | 37                                     | |  |
| 2022/23                         | 16    |       |       |       | Primera                                | 27                                     | descenso |  |
| 2023/24                         |       | 13    |       |       | Segunda                                | 32                                     | quiebra y desaparición |  |